# 29. мај
29. мај (29.5.) је 149. дан године по грегоријанском календару (150. у преступној години). До краја године има још 216 дана.

## Догађаји
- 1167 — Војска удружених италијанских градова Ломбардијске лиге поразила је у бици код Лењана трупе немачког цара Фридриха I Барбаросе.
- 1453 — Пад Цариграда у турске руке након дуге опсаде и погибија Константина Драгаша, последњег византијског цара.
- 1500 — Португалски морепловац Бартоломео Дијаз, који је открио Рт добре наде, утопио се у бродолому на олујном мору.
- 1780 — Војска састављена претежно од лојалиста је поразила Континенталну војску у бици код Ваксхоа.
- 1839 — Успостављени дипломатски односи Србије и Велике Британије.
- 1867 — Угарски парламент је ратификовао Аустро-угарску нагодбу чиме је Аустријско царство преображено у Аустроугарску.
- 1868 — Кнез Михаило Обреновић убијен у атентату у Кошутњаку.
- 1914 — У судару британског путничког брода „Царица Ирске“ и норвешког теретњака „Сторстат“ на реци Сен Лорен у Канади погинуло је најмање 1.012 људи.
- 1929 — Први звучни филм у колору „On with the show“ приказан је у Њујорку.
- 1953 — Новозеланђанин Едмунд Хилари и Непалац Тензинг Норгај, освојили су, први у свету, Монт Еверест, највиши планински врх на свету.
- 1968 — Савет безбедности УН увео санкције Родезији због расне дискриминације режима Ијана Смита.
- 1972 — Генерални секретар Централног комитета Комунистичке партије и председник Президијума Врховног Совјета СССР Леонид Брежњев и председник САД Ричард Никсон потписали у Москви декларацију којом је отворена ера бољих, мирољубивих односа две светске силе.
- 1985 — На стадиону „Хејсел“ у Бриселу, у нередима пред финални меч европског Купа шампиона између италијанског првака „Јувентуса“ и енглеског „Ливерпула“, погинуло је 39 и повређено више од 400 људи, углавном италијанских навијача.
- 1990 — Борис Јељцин изабран за првог председника Руске Федерације. У децембру 1999. поднео је оставку и именовао премијера Владимира Путина за вршиоца дужности. Путин је 26. марта 2002. изабран за новог председника Русије.
- 1991 — 
  - Фудбалски клуб Црвена звезда је у Барију освојио титулу првака Европе.
  - Статут САО Крајине трансформисан у Уставни закон САО Крајине
- 1997 — Лоран Кабила преузео је дужност председника Демократске Републике Конго (бивши Заир), 12 дана након што су његове снаге, у седмомесечном грађанском рату, поразиле армију лојалну диктатору Мобутуу Сесе Секоу.
- 1999 — Хрватска одбила захтев Међународног суда за ратне злочине у Хагу за покретање истраге о злочинима почињеним над српским цивилима у операцији „Олуја“ у августу 1995.
- 2001 — Четворица следбеника Осаме Бин Ладена, шефа терористичке мреже Ал Каида осуђена у Америци за планирање убистава Американаца у иностранству и постављање бомби у две америчке амбасаде у Африци.
- 2002 — У Великој Британији, црнац Пол Ботенг именован за генералног секретара Трезора и он је први црнац у владином кабинету који је заузео високи положај.
- 2003 — Амерички председник Џорџ Буш повукао наредбе од пре 11 година које су омогућиле увођење санкција бившој Југославији. На снази су остале санкције које се односе на бившег југословенског председника Слободана Милошевића и његову породицу.

## Рођења
- 1868 — Абдулмеџид II, османски султан. (прем. 1944)[1]
- 1875 — Светозар Ћоровић, српски књижевник. (прем. 1919)[2]
- 1879 — Коста Абрашевић, српски песник. (прем. 1898)[3]
- 1880 — Освалд Шпенглер, немачки историчар и филозоф историје. (прем. 1936)[4]
- 1903 — Боб Хоуп, британско-амерички стендап комичар, глумац и певач. (прем. 2003)[5]
- 1917 — Џон Кенеди, амерички политичар, 35. председник САД. (прем. 1963)[6]
- 1923 — Милутин Татић, српски глумац. (прем. 1991)[7]
- 1926 — Кејти Бојл, британска глумица, списатељица, радијска водитељка, ТВ личност и активисткиња за права животиња. (прем. 2018)[8]
- 1944 — Хелмут Бергер, аустријски глумац. (прем. 2023)[9]
- 1953 — Дени Елфман, амерички композитор.[10]
- 1955 — Предраг Пешко, српски хирург и редовни професор Медицинског факултета Универзитета у Београду.[11]
- 1957 — Тед Левин, амерички глумац.[12]
- 1958 — Анет Бенинг, америчка глумица.[13]
- 1958 — Марина Перазић, хрватско-српска музичарка.[14]
- 1959 — Руперт Еверет, енглески глумац, писац и певач.[15]
- 1959 — Адријан Пол, британски глумац.[16]
- 1961 — Мелиса Етериџ, америчка музичарка.[17]
- 1967 — Ноел Галагер, енглески музичар, најпознатији као гитариста групе Oasis.[18]
- 1970 — Роберто ди Матео, италијански фудбалер и фудбалски тренер.[19]
- 1972 — Лаверн Кокс, америчка глумица.[20]
- 1975 — Мелани Браун, енглеска музичарка, глумица и списатељица, најпознатија као чланице групе Spice Girls.[21]
- 1976 — Мејсио Бастон, амерички кошаркаш.[22]
- 1977 — Масимо Амброзини, италијански фудбалер.[23]
- 1977 — Слободан Тркуља, српски музичар.
- 1978 — Себастијан Грожан, француски тенисер.[24]
- 1979 — Арне Фридрих, немачки фудбалер.[25]
- 1981 — Андреј Аршавин, руски фудбалер.[26]
- 1984 — Кармело Ентони, амерички кошаркаш.[27]
- 1985 — Мирослав Вулићевић, српски фудбалер.[28]
- 1990 — Тибо Пино, француски бициклиста.[29]
- 1990 — Треј Томпкинс, амерички кошаркаш.[30]
- 1994 — Дејан Тодоровић, српски кошаркаш.[31]

## Смрти
- 1453 — Константин XI Палеолог Драгаш, византијски цар.[32]
- 1829 — Хамфри Дејви, енглески хемичар. (рођ. 1778)[33]
- 1832 — Вуколај Радоњић, последњи црногорски гувернадур.
- 1903 — Александар Обреновић, краљ Србије (рођ. 1876) и Драга Обреновић, краљица Србије.
- 1903 — Милован Павловић, српски генерал, министар војске. (рођ. 1842)
- 1942 — Џон Баримор, амерички филмски и позоришни глумац.[34]
- 1944 — Јан Чајак је био знаменити словачки писац и преводилац
- 1979 — Мери Пикфорд, звезда немог филма.[35]
- 1994 — Ерих Хонекер, комунистички лидер и председник Источне Немачке.[36]
- 2000 — Ђоко Јованић, генерал ЈНА и народни херој. (рођ. 1917)[37]
- 2010 — Денис Хопер, амерички глумац и режисер. (рођ. 1936)[38]
- 2016 — Светозар Кољевић, српски књижевник, историчар књижевности, критичар, преводилац, професор, члан Српске академије наука и умјетности и Академије наука и умјетности Републике Српске. (рођ. 1930)[39]

## Празници и дани сећања
- Међународни празници
  - Међународни дан мировних снага Уједињених нација
- Српска православна црква слави:
  - Преподобног Теодора Освештаног
  - Блажену девицу Музу
  - Светог Николу Мистика - патријарха цариградског
  - Светог новомученика Николаја
  - Преподобне мученике Саваите
  - Светог свештеномученика Теодора - епископа вршачког